# تاريخ ألمانيا
يمكن تتبع مفهوم ألمانيا كمنطقة متميزة في أوروبا الوسطى إلى القائد الروماني يوليوس قيصر، الذي أشار إلى المنطقة غير المحتلة شرق نهر الراين باسم جرمانيا، وبالتالي تمييزها عن بلاد الغال (فرنسا). منع انتصار القبائل الجرمانية في معركة غابة تويتوبورغ (9 ميلادي)، ضم الإمبراطورية الرومانية لها، على الرغم من إنشاء المقاطعات الرومانية جرمانيا الكبرى وجرمانيا الصغرى على طول نهر الراين. بعد سقوط الإمبراطورية الرومانية الغربية، غزا الفرنجة القبائل الجرمانية الغربية الأخرى. عندما قسمت إمبراطورية الفرنجة بين ورثة كارل الكبير عام 843 م، أصبح الجزء الشرقي يعرف بمملكة الفرنجة الشرقية. وفي عام 962 م، أصبح أوتو الأول أول إمبراطور روماني مقدس للإمبراطورية الرومانية المقدسة، الدولة الألمانية في العصور الوسطى.
في أواخر العصور الوسطى، اكتسب الدوقات والأمراء والأساقفة الإقليميون السلطة على حساب الأباطرة. قاد مارتن لوثر الإصلاح البروتستانتي داخل الكنيسة الكاثوليكية بعد عام 1517، حيث أصبحت الولايات الشمالية والشرقية بروتستانتية، بينما ظلت معظم الولايات الجنوبية والغربية كاثوليكية. اشتبك جزآن من الإمبراطورية الرومانية المقدسة في حرب الثلاثين عامًا (1618-1648)، والتي كانت مدمرة لعشرين مليون مدني يعيشون في كلا الجزأين. جلبت حرب الثلاثين عامًا دمارًا كبيرًا لألمانيا. قتل أكثر من ربع سكان الولايات الألمانية في الحرب الكارثية. ونالت ممتلكات الإمبراطورية الرومانية المقدسة درجة عالية من الحكم الذاتي في صلح وستفاليا، وبعضها أصبح متحكمًا بسياساته الخارجية الخاصة أو السيطرة على الأراضي خارج الإمبراطورية، وأهمها النمسا وبروسيا وبافاريا وساكسونيا.
مع الثورة الفرنسية والحروب النابليونية من عام 1803 حتى عام 1815، سقط الإقطاع بسبب الإصلاحات وتفكك الإمبراطورية الرومانية المقدسة. بعد ذلك اصطدمت الليبرالية والقومية بالرجعية. وقد فشلت الثورات الألمانية 1848-1849. أدت الثورة الصناعية إلى تحديث الاقتصاد الألماني، ونتج عن ذلك النمو السريع للمدن وظهور الحركة الاشتراكية في ألمانيا. ونمت قوة بروسيا، وعاصمتها برلين. أصبحت الجامعات الألمانية مراكز عالمية للعلوم والإنسانيات، بينما ازدهرت الموسيقى والفن. وجرى توحيد ألمانيا (باستثناء النمسا والمناطق الناطقة بالألمانية في سويسرا) تحت قيادة المستشار أوتو فون بسمارك مع تشكيل الإمبراطورية الألمانية في عام 1871. أدى ذلك إلى Kleindeutsche Lösung، («الحل الألماني الأصغر»، ألمانيا دون النمسا)، بدلاً من Großdeutsche Lösung، («الحل الألماني الأكبر»، ألمانيا مع النمسا). كان للرايخستاغ الجديد، وهو برلمان منتخب، دور محدود فقط في الحكومة الإمبراطورية. انضمت ألمانيا إلى القوى الأخرى في التوسع الاستعماري في إفريقيا والمحيط الهادئ.
بحلول عام 1900، كانت ألمانيا هي القوة المهيمنة في القارة الأوروبية وتجاوزت صناعتها سريعة التوسع صناعة بريطانيا، بينما كانت تستفزها في سباق تسلح بحري. قادت ألمانيا القوى المركزية في الحرب العالمية الأولى (1914-1918) ضد فرنسا والمملكة المتحدة وروسيا (بحلول عام 1915) وإيطاليا (بحلول عام 1917) والولايات المتحدة. هُزمت ألمانيا واحتُلت جزئياً، وأُجبرت على دفع تعويضات الحرب بموجب معاهدة فرساي وجُردت من مستعمراتها وكذلك من أراضيها، ليجري التنازل عنها لبلجيكا وفرنسا وبولندا، وحُظرت من الاتحاد مع المناطق التي استوطنها الألمان في النمسا. أنهت الثورة الألمانية 1918-1919 النظام الملكي الدستوري الفيدرالي، الذي أدى إلى إنشاء جمهورية فايمار، وهي ديمقراطية برلمانية غير مستقرة. في أوائل الثلاثينيات من القرن العشرين، ضرب الكساد الكبير جميع أنحاء العالم كما ألمانيا بشدة، إذ ارتفعت البطالة وفقد الناس الثقة في الحكومة. وفي يناير عام 1933، عُين أدولف هتلر مستشارًا لألمانيا. وسرعان ما أسس حزبه النازي نظامًا شموليًا، وقدمت ألمانيا النازية مطالب إقليمية عدوانية بشكل متزايد، مهددة بالحرب إذا لم يستجب لتلك المطالب.
جرت إعادة تسليح راينلاند في عام 1936، ثم ضم النمسا في عملية أنشلوس والمناطق الناطقة بالألمانية في تشيكوسلوفاكيا باتفاقية ميونيخ في عام 1938، والمزيد من أراضي تشيكوسلوفاكيا في عام 1939. وفي 1 سبتمبر عام 1939، بدأت ألمانيا الحرب العالمية الثانية في أوروبا عبر غزو بولندا. وذلك بعد إبرام اتفاق مع الاتحاد السوفيتي في عام 1939، قسم هتلر وستالين أوروبا الشرقية. بعد «الحرب الزائفة» في ربيع عام 1940، غزت القوات الألمانية بسرعة الدنمارك والنرويج وبلجيكا ولوكسمبورغ وهولندا وفرنسا، وأجبرت الجيش البريطاني على الخروج من أوروبا الغربية. في عام 1941، غزا جيش هتلر يوغوسلافيا واليونان والاتحاد السوفيتي.
كانت العنصرية، وخاصة معاداة السامية، سمة مركزية للنظام النازي. في ألمانيا، ولكن في الغالب في المناطق التي تحتلها ألمانيا، قتل برنامج الإبادة الجماعية الممنهج المعروف باسم الهولوكوست 17 مليونًا، بما في ذلك اليهود والمنشقون الألمان والمعوقون والبولنديون والغجر والسوفييت (الروس وغير الروس) وغيرهم. في عام 1942، تعثر الغزو الألماني للاتحاد السوفيتي، وبعد دخول الولايات المتحدة الحرب، أصبحت المدن الألمانية أهدافًا لغارات الحلفاء الضخمة. تشير التقديرات إلى أن إجمالي عدد القتلى المدنيين الألمان بلغ 353،000 شخصًا، وجرى تشريد 9 ملايين شخص خلال غارات قصف الحلفاء. وبعد غزو الحلفاء للنورماندي (يونيو عام 1944)، دفع ذلك الجيش الألماني إلى الوراء على جميع الجبهات حتى الانهيار النهائي في مايو عام 1945. وتحت الاحتلال من قبل الحلفاء، جرى تقسيم الأراضي الألمانية، وأصبحت النمسا دولة منفصلة مرة أخرى. وبدأت مقاومة النازية، وأدت الحرب الباردة إلى تقسيم البلاد إلى ألمانيا الغربية الديمقراطية وألمانيا الشرقية الشيوعية، وتقليص أراضيها من خلال إنشاء خط أودر - نايسه. ورحل الملايين من ذوي الإثنية الألمانية من ألمانيا الشرقية قبل الحرب، السوديت، ومن جميع أنحاء أوروبا الشرقية، فيما يوصف بأنه أكبر نطاق للتطهير العرقي في التاريخ. فر الألمان أيضًا من المناطق الشيوعية إلى ألمانيا الغربية، التي شهدت توسعًا اقتصاديًا سريعًا، وأصبحت الاقتصاد المهيمن في أوروبا الغربية. أعيد تسليح ألمانيا الغربية في الخمسينيات من القرن العشرين تحت رعاية الناتو، ولكن دون الحصول على أسلحة نووية. أصبحت الصداقة الفرنسية الألمانية أساس التكامل السياسي لأوروبا الغربية في الاتحاد الأوروبي.
في عام 1989، هُدم جدار برلين، وانهارت الكتلة الشرقية، وجرى لم شمل ألمانيا الشرقية مع ألمانيا الغربية في عام 1990. وفي 1998-1999، كانت ألمانيا واحدة من الدول المؤسسة لمنطقة اليورو. ما تزال ألمانيا واحدة من القوى الاقتصادية القوية في أوروبا، إذ تساهم بنحو ربع الناتج المحلي الإجمالي السنوي لمنطقة اليورو. وفي أوائل عام 2010، لعبت ألمانيا دورًا حاسمًا في محاولة حل أزمة اليورو المتصاعدة، خاصة فيما يتعلق باليونان ودول جنوب أوروبا الأخرى. في منتصف العقد، واجهت البلاد أزمة المهاجرين الأوروبية كمستقبل رئيسي لطالبي اللجوء من سوريا وغيرها من المناطق المضطربة.

## القبائل الجرمانية

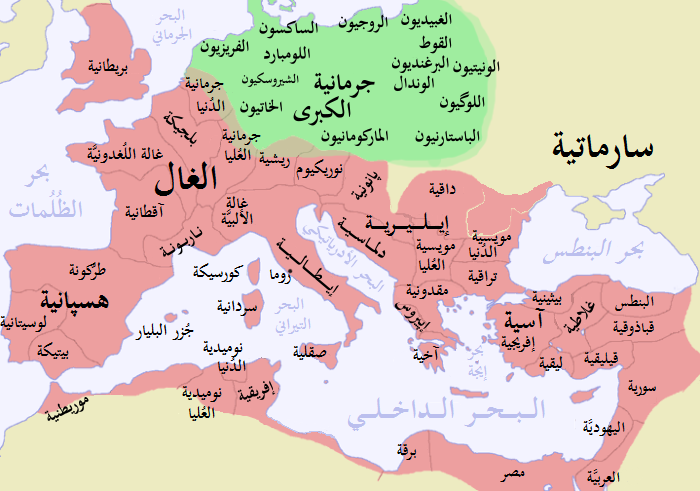
خريطة جرمانيا والإمبراطورية الرومانية

يُفترض أن الإثنية الجرمانية ظهرت خلال العصر البرونزي الشمالي، أو على أبعد تقدير خلال ما قبل العصر الحديدي الروماني. من جنوب إسكندنافيا وشمال ألمانيا، بدأت القبائل في التوسع جنوباً وشرقاً وغرباً في القرن الأول قبل الميلاد، يتصلون مع قبائل الكلت الغولية وكذلك القبائل الإيرانية، البلطيقية، والسلافية في شرق أوروبا. لا يعرف الكثير عن التاريخ الألماني المُبكر، إلا من خلال الوقائع التاريخية المسجلة للتفاعل مع الإمبراطورية الرومانية
تحت قيادة الجنرال الروماني أغسطس قيصر بدأ غزو جرمانيا (وهو تعبير يستخدمه الرومان لتعريف الأراضي التي تمتد تقريباً من الراين إلى جبال الأورال)، وفي هذه الفترة كانت القبائل الجرمانية تصارع الرومان مع الحفاظ على هويتهم القبلية. ظلت ألمانيا الحديثة، الممتدة ما بين الراين والدانوب خارج الامبراطورية الرومانية. مع العام 100 ميلادي استقرت القبائل الجرمانية على امتداد نهر الراين ونهر الدانوب واحتلت أكثر من مساحة ألمانيا الحديثة. وقد شهد القرن الثالث الميلادي ظهور عدد كبير من القبائل الجرمانية الغربية مثل: الألامانيون والفرنجة والخاتيون والسكسونيون والفريزيون والثورنغيون. بنحو عام 260 اخترقت الشعوب الجرمانية اللآيم ونهر الدانوب على الحدود في الأراضي التي تسيطر عليها الإمبراطورية الرومانية.

## العصور الوسطى
قام شارلمان أو شارل العظيم (بالألمانية: Karl der Große) الذي ينحدر من القبائل الجرمانية بتأسيس مملكة الفرنجة. توج بعدها كأول قيصر للإمبراطورية الغربية (800م)، فاعتبر ذلك إحياءاً للإمبراطورية الرومانية التي قضى عليها البرابرة قبل ثلاث قرون من الزمن. إلا أن الإمبراطورية الوليدة لم تعمر طويلاً، فبعد وفاة الأخير تقاسم أبناؤه الثلاثة المملكة، اثنتان فقط من بين هذه الممالك عمرتا وهما مملكة الفرنجة الغربية (بالألمانية: Westfrankenreich) والتي عرفت بعدها باسم فرنسا، ومملكة الفرنجة الشرقية (بالألمانية: Ostfrankenreich) والتي كونت ما يعرف اليوم بألمانيا.

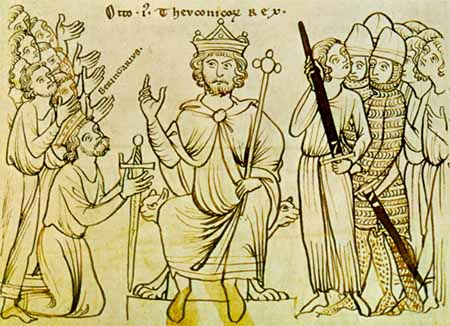
أوتو الأول ينتصر على ملك إيطاليا بيرنغر (مخطوطة ح 1200 م)

حسب الأعراف الحالية يعتبر تاريخ 2 فبراير 962 م موافقاً لميلاد ما يعرف اليوم بألمانيا، في هذا اليوم بالذات تم تتويج الملك أوتو الأول العظيم (بالألمانية: Otto I)صاحب مملكة الفرنجة الشرقية إمبراطوراً أو قيصرأ على البلاد وجرت مراسيم التتويج في روما كما كان الحال مع شارل العظيم.
تطورت مملكة الفرنجة الغربية إلى أن أصبحت دولة وطنية -فرنسا-، فيما سيطر زعماء المقاطعات في المملكة الشرقية على أراضيهم واستقلوا بها. رغم محاولات القيصر لاستعادة السيطرة على أراضي المملكة، تواصلت عملية التفكك واستقلالية المقاطعات داخل ما أصبح يسمى شكلياً الإمبراطورية الرومانية الجرمانية المقدسة (بالألمانية: Heiliges Römisches Reich Deutscher Nation)، وتشكلت مدن أعلنت استقلالها وسيادتها. عرفت تلك باسم مدن الإمبراطورية الحرة (بالألمانية: Freie Reichsstadt). رغم الإصلاح الديني وحرب الثلاثين سنة بقي الإمبراطور أو القيصر يحكم البلاد اسمياً فقط.
نشر الراهب مارتن لوثر أطروحاته ال95 عام 1517 وتحدى ممارسات الكنيسة الكاثوليكية الرومانية والشروع في الإصلاح البروتستانتي. أصبحت الكنيسة اللوثرية المنفصلة الدين الرسمي في كثير من الولايات الألمانية بعد عام 1530. وأدى الصراع الديني لحرب الثلاثين عاما 1618-1648 التي دمرت الأراضي الألمانية وانخفض عدد سكان الولايات الألمانية بحوالي 30 ٪ بسبب الحرب، وفي عام 1648 عُقد صلح وستفاليا وبه انتهت الحرب الدينية في الولايات الألمانية، ولكن في الواقع كانت الإمبراطورية مقسّمة إلى العديد من الإمارات والولايات المستقلة.

## الرايخ الأول والاتحاد الألماني
تسمية الرايخ ظهرت لأول مرة عام 962 وذلك بعد تتويج أوتو الأول العظيم الذي قام معتمداً على رايخ منطقة شرق فرنكونيا. في العام 1512 صار الرايخ باسم الرايش الروماني المقدس للأمة الألمانية كتعبير عن خلافة القيصر للأمبراطورية الرومانية القديمة وأيضاً للتعبير عن الصفة المقدسة للقيصر، وقد استمر هذا الرايخ لأكثر من ثمانية قرون حتى عهد فرانس الثاني.
استمرت ألمانيا مقسمة إلى إمارات وولايات مستقلة حتى 1806م، وكان فرانس الثاني (بالألمانية: Franz II) قيصراً على النمسا - منذ 1804م - كما حمل لقب الإمبراطور الجرماني (احتكرت أسرة الهابسبورغ هذا اللقب منذ قرون). بدأ نابليون حملته على أوروبا، واستطاع بعد تهديدات وضغوطات أن يجبر فرانس الثاني على التنازل عن عرشه الجرماني. كان هذا الحدث بمثابة شهادة وفاة الإمبراطورية الأولى التي أسسها أوتو العظيم. عند غزوه للبلاد قضى نابوليون على استقلالية المدن الكبيرة -بلغ عدد المدن الحرة حوالي 80 مدينة - وساهم ولو بشكل غير مقصود في دفعها إلى مسار الوحدة. أعاد مؤتمر فيينا (بالألمانية: Wiener Kongress) التأكيد على هذه الوحدة واتفقت 38 من بين هذه المدن الألمانية على عقد اتحاد بينها، فتشكلت الرابطة الألمانية (بالألمانية: Deutscher Bund) وتم وضعها تحت إدارة النمسا مؤقتاً.
بعد ثورة 1848 بدأت القوة الصاعدة قي المنطقة بروسيا صراعاً عنيفاً مع كبرى القوى الجرمانية: النمسا. كان الهدف المعلن هو السيطرة على الرابطة الألمانية. أدت الصراع في النهاية إلى اندلاع الحرب النمساوية البروسية (بالألمانية: Deutscher Krieg) بين الدولتين سنة 1866م. رجحت الحرب كفة بروسيا، وتم حل الرابطة وضُمت كل المدن شمال الرابطة والمعادية لبروسيا إلى هذه الأخيرة فتقلص عدد المدن المستقلة وزادت في المقابل رقعة الدولة البروسية.

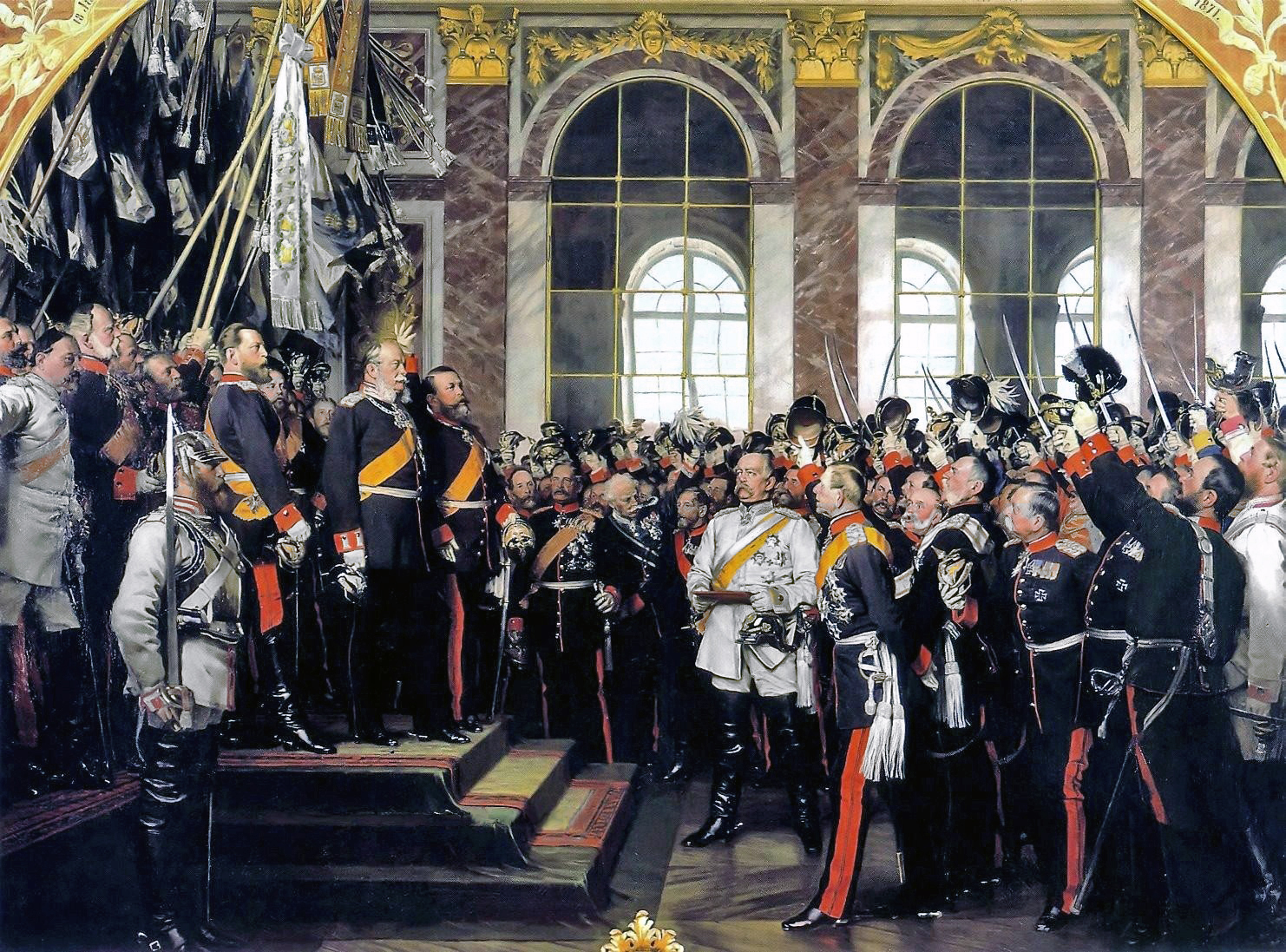
إعلان الوحدة الألمانية في فيرساي (1871 م)، ويبدو أوتو فون بسمارك بالبدلة البيضاء في الرسمة

## الاتحاد الألماني الجديد
بدأ الاتحاد الألماني الجديد في التشكل وبوتيرة متسارعة، كانت بروسيا تقود العملية بزعامة بسمارك، فشملت كل الدويلات والمدن الألمانية شمال الإمبراطورية الألمانية القديمة. قامت بعدها الحرب الألمانية-الفرنسية عام 1870/71 م، وكان أن انتصرت بروسيا من جديد لتصبح القوة الرئيسية في أوروبا فأعلن ملك بروسيا فيلهيلم الأول (بالألمانية: Wilhelm I) نفسه قيصراً على ألمانيا وعرفت هذه الفترة باسم الإمبراطورية الثانية. رغم محاولة إظهار نفسها كخليفة للإمبراطورية الأولى (التي أسسها أوتو الأول) إلا أن حدود الدولتين كانتا مختلفتين، ضمت الإمبراطورية الجديدة أراض جديدة من بينها بروسيا نفسها التي لم تكن ضمن الدولة الأولى، ثم وابتداء من عام 1880م استحوذت ألمانيا على العديد من المستعمرات في أفريقيا وآسيا.
مع قيام ثورة نوفمبر (1918 م) انتهى عهد الحكم الملكي في كل من ألمانيا والنمسا معاً وتم عزل القيصر وأصبحت ألمانيا جمهورية برلمانية ديمقراطية. بعد مؤتمر فرساي تم اقتطاع العديد من المناطق الألمانية لصالح قوات الحلفاء المنتصرة، فضمت فرنسا الألزاس واللورين (بالألمانية: Elsaß-Lothringen) وحصلت بلجيكا على مقاطعة يويبن-مالميدي (بالألمانية: Eupen-Malmedy) وذهب جزء من شلسفيغ (بالألمانية: Schleswig) إلى الدنمارك وذهبت مقاطعات بوزن (بالألمانية: Posen) وبروسيا الشرقية (بالألمانية: Ostpreußen) والمناطق المحيطة بها كلها إلى بولندا، كما تحصلت دول ناشئة أخرى على مناطق مثل ليتوانيا وتشكسلوفاكيا، وأخيراً تقاسمت كل من فرنسا وبريطانيا المستعمرات الألمانية في إفريقيا والعالم.
شهدت جمهورية فايمار (بالألمانية: Weimarer Republik) - وهو الاسم الذي أُطلق على الحكومة الألمانية لفترة ما بين الحربين - تحولاً من الحكم الديموقراطي إلى الحكم الاستبدادي، وكان على هذه الجمهورية التخلص من القيود والشروط التي وضعتها معاهدة فرساي والتي أدت إلى ظروف اقتصادية صعبة على البلاد. كل هذه الظروف أوجدت المناخ اللازم لوصول أدولف هتلر للسلطة مع حلول سنة 1933م. كان الأخير قد أوجد الأداة التي مكنته من الوصول إلى الهدف وهي حزب العمل الألماني الوطني الاشتراكي (بالألمانية: Nationalsozialistischen Deutschen Arbeiterpartei) والذي تم اختصاره لاحقاً إلى «الحزب النازي».

### الرايخ الثالث (1933-1945)

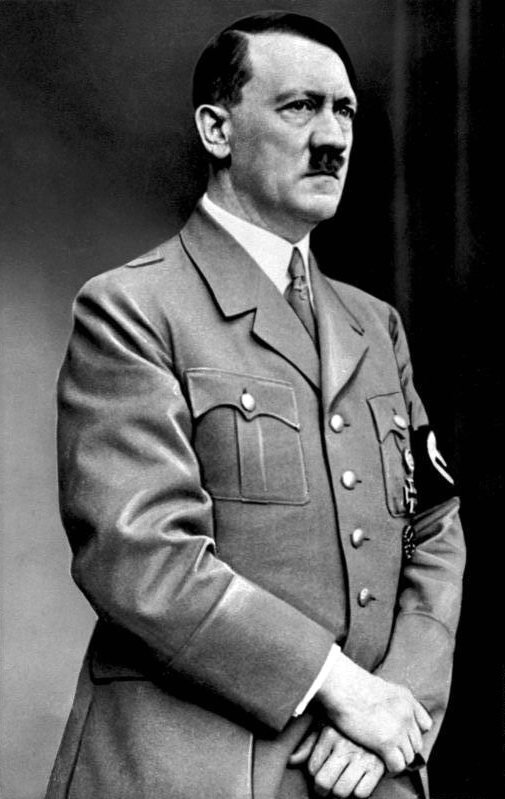
أدولف هتلر

في 27 فبراير 1933م احترق مبنى البرلمان الألماني وترتب على ذلك إعلان حالة الطوارئ في ألمانيا ملغية حقوق المواطن الأساسية. تم تمرير قانون في البرلمان أعطى هتلر سلطة تشريعية بدون قيود، وكان الحزب الديمقراطي الاجتماعي الألماني هو الحزب الوحيد الذي صوت ضد مشروع ذلك القانون، في حين كان أعضاء الحزب الشيوعي الألماني مسجونين. باستخدام صلاحياته لسحق أي مقاومة فعلية أو محتملة، أسس هتلر دولة مركزية استبدادية في غضون أشهر وأعيد تنشيط الصناعة مع التركيز على إعادة تسليح الجيش. وفي عام 1935 استعادت ألمانيا السيطرة على سار والسيطرة العسكرية على منطقة حوض الراين المنزوعة السلاح عام 1936، اللتان فقدتا بموجب معاهدة فرساي.
كل هذا أدى إلى الحرب العالمية الثانية وبالتوازي مع إعادة تسليح الجيش أصبحت السياسة الخارجية الألمانية أكثر عدوانية وتوسعية. في عامي 1938 و1939 ضمت ألمانيا النمسا وتشيكوسلوفاكيا وفي 1939 احتلت بولندا بغزو مزدوج ألماني - سوفيتي لتعلن كل من بريطانيا وفرنسا الحرب على ألمانيا معلنتان بذلك بداية الحرب العالمية الثانية في أوروبا التي استمرت ست سنوات، ومع تطور الحرب سرعان ما سيطرت ألمانيا وحلفائها على جزء كبير من قارة أوروبا.

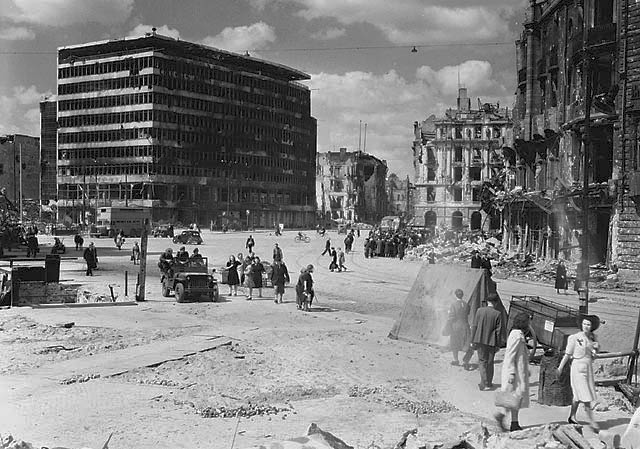
برلين في حالة خراب بعد الحرب العالمية الثانية

في ربيع عام 1940، قامت ألمانيا بغزو الدنمارك والنرويج ثم فرنسا وبعض الدول الأخرى، وأعلنت إيطاليا أيضاً الحرب ضد بريطانيا وفرنسا عام 1940م.
في يونيو 1941، غزت ألمانيا الإتحاد السوفياتي، وفي العام نفسه هاجمت اليابان القاعدة الأمريكية في بيرل هاربر وأعلنت ألمانيا الحرب على الولايات المتحدة الأمريكية نتيجة لتحالفها مع اليابان وتحولت الحرب لحرب عالمية مفتوحة بين معسكرين. على الرغم من أن الجيش الألماني تقدم في الاتحاد السوفيتي بشكل سريع، فقد شهدت معركة ستالينجراد نقطة تحول رئيسية في الحرب.
بعد ذلك بدأ الجيش الألماني بالتراجع في الجبهة الشرقية، وفي سبتمبر 1943، استسلمت إيطاليا حليفة ألمانيا مما اضطر القوات الألمانية للدفاع عن جبهة إضافية في إيطاليا. شهد إنزال نورماندي نقطة تحول رئيسية أخرى في الحرب فاتحاً جبهة غربية للقوات الألمانية، حيث نزلت قوات الحلفاء على شواطئ نورماندي وأحرزت تقدماً في اتجاه الأراضي الألمانية وهُزمت ألمانيا بعدها بوقت قصير. في 8 مايو 1945 استسلمت القوات المسلحة الألمانية بعدما احتل الجيش الأحمر برلين. لقي ما يقرب من 7 ملايين من الجنود والمدنيين الألمان، بمن فيهم الألمان من أوروبا الشرقية، مصرعهم خلال الحرب العالمية الثانية. في حين أقدم هتلر على الانتحار وعشيقته إيفا براون في ملجأهم المحصن ببرلين.

### الانقسام والاتحاد (1945-1990)

منطقة الاحتلال ق في ألمانيا، 1947. الأراضي شرق أودر-نيس خط، تحت الإدارة البولندية والاتحاد السوفيتي دي القانونية والضم بحكم الأمر الواقع، وكما هو مبين الأبيض كما هو فصل سار محمية.

أسفرت الحرب عن مقتل أكثر من 7 ملايين من الجنود الالمان والمدنيين وخسائر إقليمية كبيرة في الأراضي وطرد نحو 15 مليون ألماني من المناطق الشرقية من ألمانيا وبلدان أخرى والاغتصاب الجماعي للنساء الألمانيات وتدمير عدة مدن كبرى. وقد تم تقسيم الأراضي المتبقية من ألمانيا وبرلين من قبل الحلفاء إلى أربع مناطق احتلال عسكري.
تم دمج القطاعات الغربية التي سيطرت عليها كل من فرنسا والمملكة المتحدة والولايات المتحدة في 23 مايو 1949 لتشكل جمهورية ألمانيا الاتحادية، وفي 7 أكتوبر 1949 أصبحت المنطقة السوفييتية (القطاع الشرقي) جمهورية ألمانيا الديمقراطية (بالألمانية: Deutsche Demokratische Republik). عُرفت الدولتان خصوصاً خارج ألمانيا بأسماء غير رسمية هي ألمانيا الشرقية وألمانيا الغربية، وعُرفا شطري برلين كبرلين الشرقية وبرلين الغربية. اختارت ألمانيا الشرقية برلين الشرقية عاصمة لها في حين اُختيرت بون عاصمة لألمانيا الغربية، ومع ذلك أعلنت ألمانيا الغربية أن بون عاصمة مؤقته لها من أجل التأكيد على موقفها بأن الحل القائم على دولتين آنذاك هو وضع مصطنع ومن المحتم ان يتم التغلب عليه وتوحيد ألمانيا مجدداً في يوم ما.

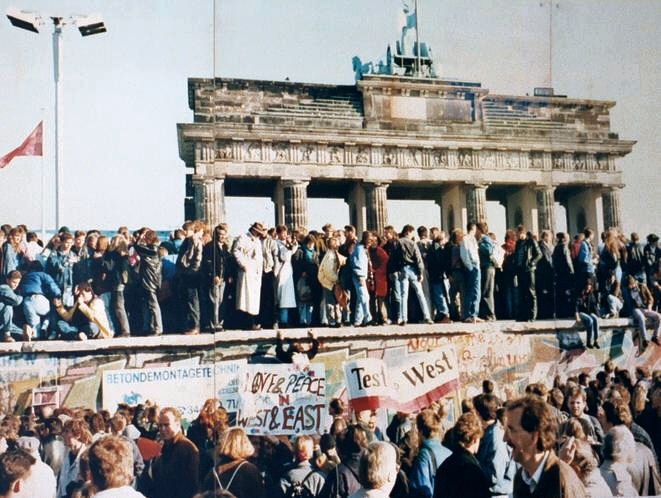
جدار برلين أمام بوابة براندنبورغ قبل فترة وجيزة من سقوطه في عام 1989

تبنت ألمانيا الغربية التي تاسست كجمهورية برلمانية فيدرالية اقتصاد السوق الاشتراكي، وكانت متحالفة مع الولايات المتحدة والمملكة المتحدة وفرنسا، وقد تم صياغة الدستور من قبل ممثلون للبرلمانات المنتخب ديمقراطياً في المناطق الخاضعة للاحتلال في بون، وكان هذا الدستور رداً على البنية الهيكلية لدستور الرايش الذي يعود لعام 1919، وبالتالي رداً على انهيار جمهورية فايمار. تمتعت البلد بالنمو الاقتصادي لفترات طويلة ابتداء من أوائل الخمسينات وأُطلق عليها اصطلاحاً المعجزة الاقتصادية وساعدت فترة الازدهار هذه على توطين واندماج حوالي 8 ملايين مُهجر من المناطق الشرقية التي رُحّلوا عنها بعد الحرب. انضمت ألمانيا الغربية لحلف شمال الأطلسي في 1955 وكانت أحد الأعضاء المؤسسين للسوق الأوربية المشتركة في 1957. وفي 1 يناير 1957، قدمت سارلاند طلب انضمامها إلى ألمانيا الغربية بموجب المادة 23 من القانون الأساسي لجمهورية ألمانيا الاتحادية.
كانت ألمانيا الشرقية إحدى دول الكتلة الشرقية تحت السيطرة السياسية والعسكرية للاتحاد السوفييتي عن طريق قوات الاحتلال وحلف وارسو، في حين كانت تدعي أنها دولة ديمقراطية. كانت السلطة السياسية تُقرر من قبل الأعضاء القياديين في المكتب السياسي لحزب الوحدة الاشتراكي الألماني (بالألمانية: Sozialistische Einheitspartei Deutschlands) ،وقد تم ضمان تلك السلطة من قبل جهاز أمن الدولة الأشتازي، وهو جهاز سري هائل الحجم سيطر على كل كافة جوانب الحياة في المجتمع الألمانى حينئذ، وفي مقابل توفير الاحتياجات الأساسية للسكان وبأسعار منخفضة من قبل الدولة كانت مرضية وكافية. أصبحت جمهورية ألمانيا الديمقراطية قائمة على الاقتصاد الشمولي على الطراز السوفيتي، وفي وقت لاحق انضمت للكوميكون. في حين استندت دعاية ألمانيا الشرقية على فوائد برامج جمهورية ألمانيا الديمقراطية الاجتماعية والتهديد المزعوم المستمر لغزو ألماني غربي، بدأ العديد من المواطنين بالنظر إلى الغرب من أجل الحريات السياسية والازدهار الاقتصادي. أصبح جدار برلين الذي بني عام 1961 لمنع الألمان الشرقيين من الهرب إلى ألمانيا الغربية رمزاً من رموز الحرب الباردة.
انخفضت حدة التوتر بعض الشيء بين ألمانيا الشرقية وألمانيا الغربية في أوائل السبعينات مع علاقات تقارب قادها المستشار فيلي برانت، والتي تضمنت قبول الأمر الواقع من خسائر في ألمانيا الإقليمية في الحرب العالمية الثانية واعتراف بجمهورية ألمانيا الديمقراطية.
في صيف 1989 قررت المجر في 2 مايو تفكيك الستار الحديدي وفتح الحدود في 23 أغسطس، مما تسبب في نزوح الآلاف من الألمان الشرقيين في 11 سبتمبر والذهاب إلى ألمانيا الغربية عبر المجر. كانت الآثار المترتبة على الأحداث المجرية مدمرة على جمهورية ألمانيا الديمقراطية مع مظاهرات حاشدة. خففت السلطات الألمانية الشرقية القيود المفروضة على الحدود بشكل غير متوقع في نوفمبر، مما سمح للمواطنين الألمان الشرقيين بالسفر إلى الغرب، ما كان مقصوداَ أن يكون هذا صماماً لتخفيف الضغط من أجل الإبقاء على ألمانيا الشرقية كدولة، لكن أدى فتح الحدود في الواقع إلى تسريع عملية الإصلاح في ألمانيا الشرقية، التي اختتمت مع معاهدة اثنان + أربعة بعد مرور عام في 12 سبتمبر 1990. في إطار الصلاحيات التي تخلت عنها قوى الاحتلال الأربع التي كانت قد حصلت عليها بموجب وثيقة الاستسلام، استعادت ألمانيا سيادتها الكاملة وسمح هذا بإعادة توحيد ألمانيا في 3 أكتوبر 1990، مع انضمام الولايات الخمس التي أسست جمهورية ألمانيا الديمقراطية السابقة للولايات العشر المكونة لجمهورية ألمانيا الإتحادية.

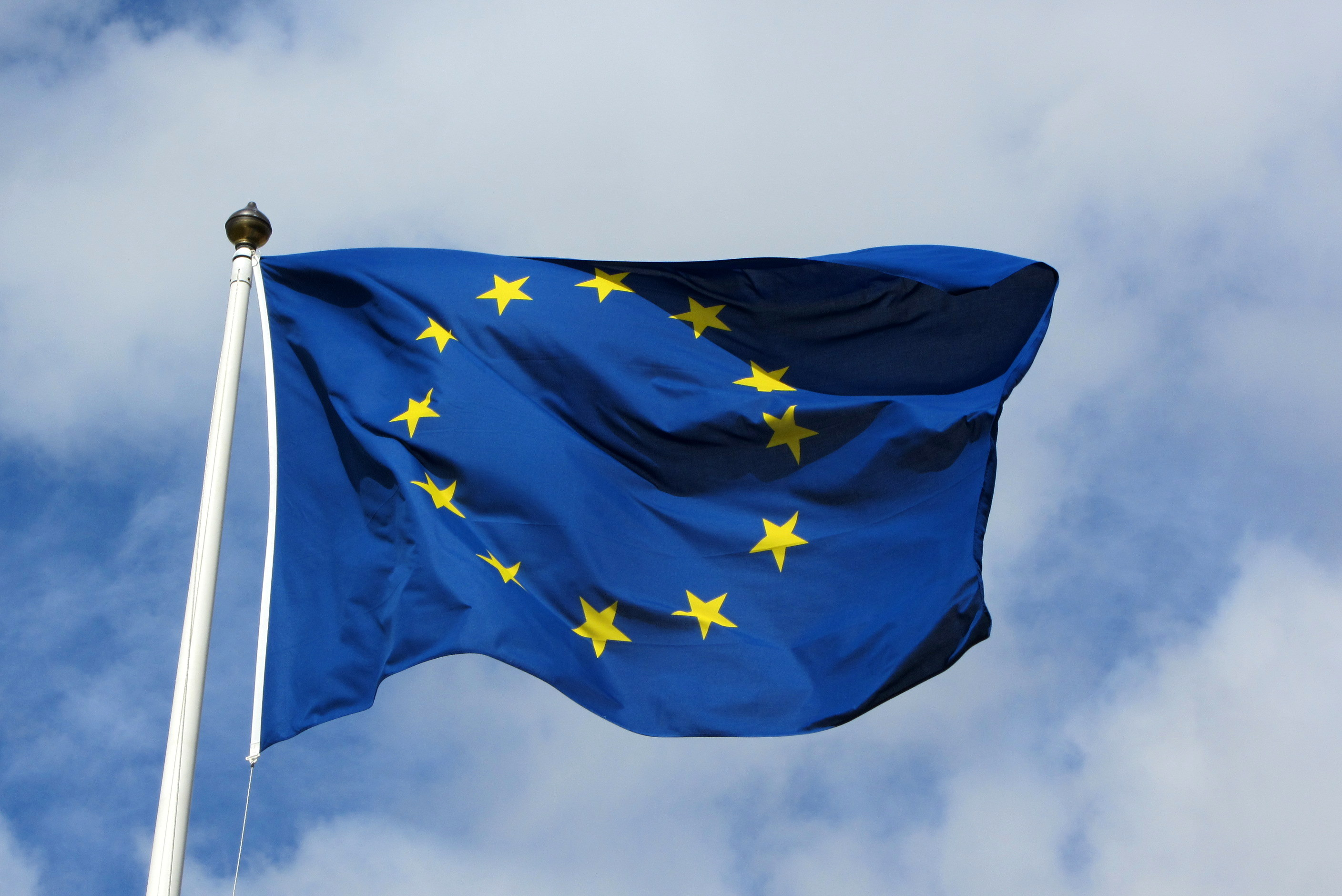
شعار الاتحاد الأوروبي

### الانضمام إلى الاتحاد الأوروبي 1990
استنادا إلى قانون برلين-بون الذي تم اعتماده من البرلمان في 10 مارس 1994، أصبحت برلين مرة أخرى عاصمة لألمانيا الموحدة، في حين حصلت بون على منصب «مدينة فيدرالية» (بالألمانية: Bundesstadt) وهو منصب يعتبرها بمثابة «مدينة اتحادية» ويُبقي على بعض الوزارات الاتحادية فيها. وقد تم الانتهاء من نقل الحكومة لبرلين في 1999.
منذ إعادة توحيد ألمانيا، اضطلعت ألمانيا بدور أكثر نشاطاً في الاتحاد الأوروبي والناتو، فارسلت ألمانيا قوة لحفظ السلام لضمان الاستقرار في منطقة البلقان وأرسلت قوة من القوات الألمانية إلى أفغانستان المضطرب كجزء من عمل حلف شمال الأطلسي لتوفير الأمن بعد الإطاحة بطالبان. نشر هذه القوات كان مثاراً للجدل، حيث أنه منذ انتهاء الحرب كانت ألمانيا مقيدة بموجب القانون المحلي أن نشر القوات يكون للدفاع فقط، ويُفهم أن الانتشار في الأراضي الأجنبية لا يمكن تغطيته من خلال غطاء الدفاع، لكن تصويت البرلمان حول هذه القضية وتصديقه على إرسال القوات للمشاركة في سياق حفظ السلام أنهى الجدل القانوني.
في 2005 انتخبت أنغيلا ميركل كأول امرأة مستشارة في ألمانيا. بين عامي 2005-2009 قادت تشكيل ائتلاف موسع مع الاتحاد الاجتماعي المسيحي والحزب الاشتراكي الديموقراطي، وعقب الانتخابات العامة في 27 سبتمبر 2009 أسست ميركل الحكومة الائتلافية الحالية مع الحزب الديمقراطي الحر محل الحزب الاشتراكي الديمقراطي.